# Paul Marie Kinam Ro
Paul Marie Kinam Ro (koreanisch 바오로 노기남 대주교; * 22. Dezember 1902 in Ron Tjai, P’yŏngan-namdo, Nordkorea, damals Kaiserreich Korea; † 25. Juni 1984 in Seoul) war ein koreanischer Bischof. Paul war sein Taufname, Kinam sein Vor- und Ro sein Familienname.

## Aufstieg zum Erzbischof

Wappen als Erzbischof

Er wurde als elftes Kind einer katholischen Familie geboren und empfing am 26. Oktober 1930 die Priesterweihe. Am 10. November 1942 wurde er zum Titularbischof von Colbasa und Apostolischen Vikar von Seoul ernannt. Damit war er der erste koreanische Bischof. Am 20. Dezember 1942 weihten ihn sein Amtsvorgänger Adrien-Jean Larribeau mit Assistenz von Bonifatius Sauer, Abt von Tokwon, und Paul Aijirō Yamaguchi, Bischof von Nagasaki, zum Bischof. Sein Wahlspruch war „Fiat Voluntas Tua“, „Dein Wille geschehe“. Vom 1. Juni bis 9. Dezember 1948 war er zusätzlich Apostolischer Administrator von Taiko.
Bei der Erhebung des Apostolischen Vikariats Seoul zum Erzbistum wurde Ro am 10. März 1962 zum ersten Erzbischof ernannt. Als Konzilvater nahm er an allen vier Sitzungen des Zweiten Vatikanischen Konzils teil. Von 1964 bis 1967 war er Vorsitzender der Koreanischen Bischofskonferenz.
Während der Regentschaft von Rhee Syng-man, von 1948 bis 1960 erster Präsident Südkoreas, galt Ro als pro-amerikanisch und anti-kommunistisch.

## Rückzug und Lebensende
Am 23. März 1967 trat Ro von seinem Amt als Erzbischof zurück und wurde zum Titularerzbischof pro hac vice von Tituli in Proconsulari ernannt. Diesen Titel gab er am 10. März 1971 zurück und wurde Erzbischof Emeritius von Seoul. Er war Hauptkonsekrator von John Baptist Choi Deok-hong und Nicholas Cheong Jin-suk sowie Mitkonsekrator von elf weiteren Bischöfen.
Ro starb am 25. Juni 1984 im Alter von 81 Jahren in Seoul.
In dem früher von Ro geleiteten Erzbistum Seoul leben inzwischen mehr als 1,4 Millionen Katholiken; von den gut 50 Millionen Einwohnern Südkoreas sind aktuell knapp 5,4 Millionen katholisch (Stand: 2017).